# Aldrich (Missouri)
Pour les articles homonymes, voir Aldrich.
Aldrich est un village du comté de Polk, dans le Missouri, aux États-Unis,. Situé au centre-ouest du comté, il est fondé en 1885 et incorporé en 1889.

## Démographie
Lors du recensement de 2010, le village comptait une population de 80 habitants. Elle est également estimée, en 2017, à 80 habitants.